# Gouvernement Hansen I
 (septembre 2023).
Si vous disposez d'ouvrages ou d'articles de référence ou si vous connaissez des sites web de qualité traitant du thème abordé ici, merci de compléter l'article en donnant les références utiles à sa vérifiabilité et en les liant à la section « Notes et références ».
Royaume de Danemark
Hans Hedtoft II H. C. Hansen II
Le cabinet H. C. Hansen I est le gouvernement du royaume de Danemark en fonction du 1er février 1955 au 28 mai 1957.
Il est dirigé par le ministre d'État social-démocrate Hans Christian Hansen.
Il succède au cabinet Hans Hedtoft II et est suivi du cabinet H. C. Hansen II.

## Composition
- Les nouveaux ministres sont indiqués en gras, ceux ayant changé d'attributions en italique.

| Fonction                                          | Titulaire     | Titulaire                                | Parti |
| ------------------------------------------------- | ------------- | ---------------------------------------- | ----- |
| Premier ministre Ministre des Affaires étrangères |               | Hans Christian Hansen                    | SD    |
| Ministre des Finances                             |               | Viggo Kampmann                           | SD    |
| Ministre de l'Économie et du Travail              |               | Jens Otto Krag                           | SD    |
| Ministre de la Défense                            |               | Rasmus Hansen (jusqu'au 25 mai 1956)     | SD    |
| Ministre de la Défense                            | Poul Hansen   |                                          | SD    |
| Ministre de l'Éducation                           |               | Julius Bomholt                           | SD    |
| Ministre de la Justice                            |               | Hans Erling Hækkerup                     | SD    |
| Ministre de l'Intérieur                           |               | Johannes Kjærbøl (jusqu'au 30 août 1955) | SD    |
| Ministre de l'Intérieur                           | Carl Petersen |                                          | SD    |
| Ministre de l'Agriculture                         |               | Jens Smørum                              | SD    |
| Ministre Affaires ecclésiastiques                 |               | Bodil Koch                               | SD    |
| Ministre du Logement et du Groenland              |               | Johannes Kjærbøl                         | SD    |
| Ministre de la Pêche                              |               | Christian Christiansen                   | SD    |
| Ministre du Commerce                              |               | Lis Groes                                | SD    |
| Ministre des Travaux publics                      |               | Carl Petersen (jusqu'au 25 mai 1956)     | SD    |
| Ministre des Travaux publics                      | Kai Lindberg  |                                          | SD    |
| Ministre des Affaires sociales                    |               | Johan Strøm                              | SD    |
| Ministre sans portefeuille                        |               | Ernst Christiansen                       | SD    |